# Thimonville
Thimonville là một xã trong vùng Grand Est, thuộc tỉnh Moselle, quận Metz-Campagne, tổng Pange. Tọa độ địa lý của xã là 48° 57' vĩ độ bắc, 06° 23' kinh độ đông. Thimonville nằm trên độ cao trung bình là 260 mét trên mực nước biển, có điểm thấp nhất là 228 mét và điểm cao nhất là 291 mét. Xã có diện tích 7,4 km², dân số vào thời điểm 1999 là 146 người; mật độ dân số là 19 người/km².

## Thông tin nhân khẩu
| 1962 | 1968 | 1975 | 1982 | 1990 | 1999 |
| ---- | ---- | ---- | ---- | ---- | ---- |
| 124  | 156  | 148  | 133  | 164  | 146  |